# Verband Europäischer Übertragungsnetzbetreiber
Der englisch European Network of Transmission System Operators for Electricity (ENTSO-E) ‚Europäisches Netz der Übertragungsnetzbetreiber (Strom)‘ ist ein europäischer Verband, in dem alle Übertragungsnetzbetreiber (ÜNB) Pflichtmitglieder sind. ENTSO-E ist auch bekannt als Verband Europäischer Übertragungsnetzbetreiber.

## Entstehung

Verbundnetze der Übertragungsnetzbetreiber in Europa

Die Vorgängerorganisation war die englisch European Transmission System Operators (ETSO). Sie entstand 1999 als europäischer Verband im Zuge der Schaffung eines Gemeinsamen Strommarktes aus den regionalen Verbänden ATSOI (Irland), UKTSOA (Vereinigtes Königreich), NORDEL (Skandinavien) und UCTE (Verband für die Koordinierung des Transports elektrischer Energie). In der ETSO sind auch Mitglieder wie Lettland, die technisch in der russischen Regelzone IPS/UPS sind. 2001 wurde der ETSO ein internationaler Verband mit 32 Mitgliedern aus 15 EU-Ländern plus Norwegen und Schweiz. 2009 waren 40 Übertragungsnetzbetreiber vereint.
Seit dem 1. Juli 2009 hat der ENTSO-E die Aufgaben der ETSO übernommen. Auslöser war die „Verordnung (EG) Nr. 714/2009 vom 13. Juli 2009 über die Netzzugangsbedingungen für den grenzüberschreitenden Stromhandel und zur Aufhebung der Verordnung (EG) Nr. 1228/2003“, in der die Gründung vorgeschrieben wurde – dort bezeichnet als „ENTSO (Strom)“.
In einer separaten Verordnung entstand analog die Schwesterorganisation „ENTSO (Gas)“.

## Entwicklungen
2018 repräsentierte ENTSO-E 43 Übertragungsnetzbetreiber aus 36 europäischen Ländern; der türkische Übertragungsnetzbetreiber TEİAŞ hat den Status eines beobachtenden Mitglieds.
TEİAŞ und die ENTSO-E haben am 15. April 2015 eine langfristige Vereinbarung unterzeichnet, um die physische Integration des europäischen Strommarktes und des türkischen Strommarktes zu gewährleisten und das türkische Stromnetz dauerhaft an das europäische Stromnetz anzuschließen.
Mit dem Brexit zum 1. Januar 2021 sind die drei Betreiber des National Grid von Großbritannien ausgeschieden (siehe unten). Der nordirische Betreiber SONI verblieb im ENTSO-E; er ist ein Tochterunternehmen von EirGrid.
Am 11. Januar 2022 unterzeichnete die ENTSO-E eine Absichtserklärung mit der 2021 neu gegründeten Organisation EU DSO Entity, über die gemeinsame Zusammenarbeit zwischen den beiden Organisationen als Europäischer Übertragungsnetzbetreiber und als Verteilnetzbetreiber.

## Struktur
Die ENTSO-E-Hauptorgane sind die Versammlung (Assembly) und der Lenkungsausschuss (Board).
Präsident ist Zbyněk Boldiš (ČEPS, Tschechien), Vize-Präsident ist Frau Asta Sihvonen-Punkka (Fingrid, Finnland). Chair of the Board ist Damian Cortinas (RTE, Frankreich).
Der ENTSO-E hat ein Generalsekretariat und zahlreiche Arbeitsgruppen für Themenbereiche wie Stromnetzzugang, elektronischen Datenaustausch und Strompreise.
Die technische Koordination erfolgt durch die beiden Coordination Centres (CC) in den Regionen Nord (Amprion) und Süd (Swissgrid). Gemeinsam sind sie zudem als Synchronous Area Monitor (SAM) tätig, als eine Art oberster Frequenzwächter.

## Mitglieder
| Staat                   | Übertragungsnetzbetreiber – ENTSO-E-Mitglied(er) | Netzlänge 2017 (km Stromkreise) Anm. |
| ----------------------- | --- | ------------------------------------ |
| Albanien                | Operatori i Sistemit te Transmetimit (OST) | 3.336                                |
| Belgien                 | Elia System Operator | 5.345                                |
| Bosnien und Herzegowina | Nezavisni operator sustava u Bosni i Hercegovini (NOS BiH)                                                                                               | 6.338                                |
| Bulgarien               | Electroenergien Sistemen Operator (ESO) | 15.236                               |
| Dänemark                | Energinet.dk | 5.491                                |
| Deutschland             | Amprion Tennet TSO TransnetBW 50Hertz Transmission | 35.922                               |
| Estland                 | Elering | 5.306                                |
| Finnland                | Fingrid | 14.398                               |
| Frankreich              | Réseau de Transport d’Electricité (RTE) | 50.207                               |
| Griechenland            | Independent Power Transmission Operator (ADMIE/IPTO) | 17.168                               |
| Irland                  | EirGrid | 7.116                                |
| Island                  | Landsnet | k. A.                                |
| Italien                 | Terna – Rete Elettrica Nazionale | 68.041                               |
| Kroatien                | Hrvatski operator prijenosnog sustava (HOPS) | 7.305                                |
| Lettland                | Augstsprieguma tÏkls (AST) | 5.251                                |
| Litauen                 | Litgrid | 7.003                                |
| Luxemburg               | Creos Luxembourg | 130                                  |
| Moldau                  | Moldelectrica |                                      |
| Montenegro              | Crnogorski elektroprenosni sistem (CGES) | 835                                  |
| Niederlande             | Tennet | 8.594                                |
| Nordmazedonien          | Macedonian Transmission System Operator (MEPSO) | 2.122                                |
| Norwegen                | Statnett | 12.302                               |
| Österreich              | Austrian Power Grid (APG) Vorarlberger Übertragungsnetz (VÜN)                                                                                            | 6.728                                |
| Polen                   | Polskie Sieci Elektroenergetyczne (PSE) | 14.550                               |
| Portugal                | Rede Eléctrica Nacional (REN) | 8.908                                |
| Republik Zypern         | Cyprus TSO | 973                                  |
| Rumänien                | Transelectrica | 9.888                                |
| Schweden                | Svenska kraftnät | 15.482                               |
| Schweiz                 | Swissgrid | 6.543                                |
| Serbien                 | Elektromreža Srbije (EMS) | 3.869                                |
| Slowakei                | Slovenská elektrizačná prenosová sústava (SEPS) | 2.465                                |
| Slowenien               | Sistemski operater prenosnega elektroenergetskega omrežja (ELES)                                                                                         | 2.893                                |
| Spanien                 | Red Eléctrica (REE) | 40.635                               |
| Tschechien              | Česká energetická přenosová soustava (ČEPS) | 5.728                                |
| Türkei                  | Türkiye Elektrik İletim (TEİAŞ) – beobachtendes Mitglied                                                                                                 | 66.175                               |
| Ukraine                 | Ukrenerho |                                      |
| Ungarn                  | Magyar Villamosenergia-ipari Átviteli Rendszerirányító Zártkörűen Működő Részvénytársaság (MAVIR)                                                        | 4.645                                |
| Vereinigtes Königreich  | System Operator for Northern Ireland (SONI) National Grid Electricity Transmission Scottish Hydro Electric Transmission (SSE) ScottishPower Transmission | 20.695                               |

## Netzausbau
Im Jahr 2009 legte der ENTSO-E Pläne für einen insgesamt 42.100 neue Leitungskilometer umfassenden Netzausbau in Europa vor. Die entsprechenden Trassen sollten bis circa 2020 gebaut werden. Es handelt sich bei ihnen überwiegend um die Pyrenäen zwischen Spanien und Frankreich querende Verbindungen, um Nord-Süd-Verbindungen in Deutschland sowie Netzverstärkungen rund um die Nordsee zum Anschluss der entstehenden Offshore-Windparks. Weitere Netzverstärkungen sind in Skandinavien geplant.

## Netzcodes
Der ENTSO-E formuliert die Regeln für den Betrieb des Netzes (sogenannten Netzcodes) neu. Die Netzcodes legen verbindlich fest, wie und wann ein Netzbetreiber einspeisende Kraftwerke abregeln darf, um Spannung und Frequenz im Stromnetz stabil zu halten. Hierdurch erhalten die Netzbetreiber die Möglichkeit, den Energiemix im Leitungsnetz, vom Windpark bis zum Atomkraftwerk, ihren eigenen Bedürfnissen anzupassen. Im Zusammenspiel mit ihren regionalen Partnern innerhalb der Regelzonen haben sie so eine direkte Kontrolle über die Auslastung der Energieerzeuger und damit auch über die Rentabilität konventioneller und alternativer Energien.
Die europäischen Netzcodes ersetzen mit ihrem Inkrafttreten bestehende nationale Vorgänger weitgehend, wie beispielsweise die Netz- und Systemregeln der deutschen Übertragungsnetzbetreiber.

## ENTSO-E Transparenzplattform
Besorgnisse über mangelnde Transparenz im Energiehandel und die Einschätzung, dass preisbestimmende Informationen oftmals nur wenigen Marktteilnehmern bekannt sind, führten zu der Verordnung (EU) Nr. 5 43/2013 vom 14. Juni 2013 über die Übermittlung und Veröffentlichung von Daten auf den Strommärkten. Diese  Verordnung verpflichtet Erzeuger, Netzbetreiber und Eigentümer von Speicherkapazitäten preisbestimmende Fundamentaldaten an die ENTSO-E-Transparenzplattform zur Veröffentlichung zu melden. Diese Daten können dort nach Registrierung von jedermann eingesehen werden. ENTSO-E-Daten sind die Basis für zahlreiche Veröffentlichungen über die Strommärkte. Sie enthalten Stromeinspeiseprofile nach Art der Erzeugung und nach Regelzone, Kraftwerksausfälle, Speicherkapazitäten und Speicherauslastungen, Lastdaten für alle Regelzonen, Nettoexportsalden und viele andere Informationen.

## Weitere Aktivitäten
- Der Austausch von Strommengen zwischen den Mitgliedern ist beträchtlich und kann über die monatlichen Statistiken der (ehemaligen) UCTE verfolgt werden. So verbrauchte Österreich z. B. im Januar 2006 6.407 Gigawattstunden Strom, produzierte aber nur 5.250 Gigawattstunden (GWh). Netto 1.157 GWh mussten also importiert werden. Das heißt aber nicht, dass nur Strom nach Österreich floss. Es exportierte insgesamt 1.260 GWh, und zwar 754 GWh an die Schweiz, 419 GWh an Deutschland, 75 GWh nach Italien, 10 GWh nach Slowenien und 2 GWh nach Ungarn. Gleichzeitig importierte Österreich über bestimmte Stränge und Zeiten während des Monats Januar 2.757 GWh, und zwar 1.706 GWh aus Deutschland, 631 GWh aus Tschechien, 222 GWh aus Slowenien, 196 GWh aus Ungarn und 2 GWh aus Italien. Im Januar 2006 wurden so insgesamt 25.713 GWh über Staatsgrenzen innerhalb des westeuropäischen Verbundsystems ausgetauscht, samt dem Verkehr mit den äußeren Partnern 30.173 GWh.
- Es gab zwei Projektgruppen, welche die Aufnahme der Netzbetreiber der Türkei, der Ukraine und Moldawiens prüften.[16] Die Türkei wurde im September 2010 im Testbetrieb synchron mit dem Verbundnetz gekoppelt.
- Der ENTSO-E befasst sich neben dem Betrieb der Netze auch ständig mit Regeln und Weiterentwicklungen zum sicheren Betrieb der Netze und von Kraftwerken, der Planung und Abstimmung von Erweiterungen und Verbesserungen der Netze sowie der Dokumentation und Planung der Austauschvorgänge.

## IT-Sicherheit
Im März 2020 wurden unbefugte Zugriffe auf das Büronetzwerk des Verbandes registriert. Der Zugriff war dem Verband zufolge nicht geeignet, auf die Stromnetze in Europa Einfluss zu nehmen.

## Synchronisierung mit Ukraine und der Republik Moldau
Die Ukraine bat am 27. Februar 2022, wenige Tage nach dem Beginn des russischen Überfalls, um sofortigen Notanschluss an das europäische Stromnetz, um die Versorgungssicherheit und auch einen möglichen Notfallbetrieb ihrer Kernkraftwerke zu garantieren.
Die für Energie zuständigen Minister der EU-Mitgliedstaaten einigten sich am gleichen Tag auf den Anschluss der Ukraine an das europäische Verbundnetz. EU-Energiekommissarin Kadri Simson sagte, es habe breite Übereinstimmung gegeben, dies so schnell wie möglich zu tun. Sie betonte, diese Synchronisierung sei „technisch anspruchsvoll“ und nicht sofort umzusetzen. Die Ukraine und die Republik Moldau seien nicht mehr an das russische Stromnetz angebunden und im Inselbetrieb.
Seit dem 16. März 2022 sind die Stromnetze der Ukraine und der Republik Moldau mit dem europäischen Verbundnetz synchronisiert.
Seit Juli 2022 exportierte die Ukraine elektrische Energie über Rumänien in die EU.

## Synchronisierung mit Estland, Lettland und Litauen
Estland, Lettland und Litauen waren bis zum 8. Februar 2025 mit Russland und Belarus im Ringförmigen Netzverbund BRELL. Am 9. Februar 2025 synchronisierten die drei Staaten ihre Netze mit der kontinentaleuropäischen Zone (UCTE). Dies war ursprünglich erst für 2026 geplant, wurde aber aufgrund des Überfalls der Russischen Föderation auf die Ukraine im Jahr 2022 und damit verbundenen Sicherheitsbedenken auf 2025 vorgezogen. Zur nordischen Zone bestehen weiterhin HGÜ-Leitungen.